# Marge d'Aigua
Marge d'Aigua —en xinès tradicional: 水滸傳, xinès simplificat: 水浒传, pinyin: Shuǐhǔ Zhuàn— també conegut com a Bandits de la Marjal, Tots els Homes són Germans, Els Homes de les Marjals, o Les Marjals del Mont Liang és una de les Quatre Grans Novel·les Clàssiques de la literatura xinesa. Atribuïda a Shi Naian, la novel·la detalla les proves i tribulacions de 108 bandits durant el període de la Dinastia Song de la història xinesa. és una de les primeres novel·les xineses escrites en mandarí vernacular. Fou una influència per al sorgiment del gènere wuxia.
La història, que està ambientada a la dinastia Song del Nord (al voltant de 1120), explica com un grup de 108 proscrits es reuneix al mont Liang (o pantà de Liangshan) per rebel·lar-se contra el govern. Més tard se'ls concedeix l'amnistia i el govern els recluta per resistir la conquesta nòmada de la dinastia Liao i altres rebels. Si bé l'autoria del llibre s'atribueix tradicionalment a Shi Nai'an (1296–1372), la primera referència externa a la novel·la va aparèixer l'any 1524 durant el regnat Jiajing de la dinastia Ming. L'aparició va provocar un debat acadèmic de llarga durada sobre quan havia estat escrit en realitat, i quins esdeveniments històrics havia presenciat l'autor que el van inspirar a escriure el llibre.
La novel·la és considerada una de les obres mestres de la novel·la vernacular primitiva i de la literatura xinesa. Hi apareixen per primera vegada molts dels personatges més coneguts de la literatura xinesa, com ara Wu Song, Lin Chong, Pan Jinlian, Song Jiang i Lu Zhishen. Water Margin també va exercir una influència significativa en el desenvolupament de la ficció en altres llocs d'Àsia oriental, com ara la literatura japonesa.

## Context històric
Water Margin es basa en les gestes del proscrit Song Jiang i els seus 108 companys (Els 36 "Esperits Celestials" (三十六天罡) i els 72 "Dimonis Terrestres" (七十二地煞)). El grup era actiu a la regió de Huainan i es va rendir al govern Song el 1121. Van ser descrits en el text històric Història de Song als annals de l'emperador Huizong de Song, que diu:
(Quan) el proscrit Song Jiang de Huainan i altres van atacar l'exèrcit a Huaiyang, (l'emperador) va enviar generals per atacar-los i arrestar-los. (Els proscrits) van infringir a l'est de la capital (Kaifeng), Henan, i van entrar als límits de Chu (en referència als actuals Hubei i Hunan) i Haizhou (cobrint parts de l'actual Jiangsu). El general Zhang Shuye va rebre l'ordre de pacificar-los.
La biografia de Zhang Shuye descriu a més les activitats de Song Jiang i els altres proscrits, i diu que finalment van ser derrotats per Zhang.
Les històries populars sobre Song Jiang van circular durant la dinastia Song. La primera font coneguda per nomenar els 36 companys de Song Jiang va ser Observacions diverses de l'any de Guixin (癸辛雜識) de Zhou Mi, escrites al segle XIII. Entre els 36 hi ha Lu Junyi, Guan Sheng, Ruan Xiao'er, Ruan Xiaowu, Ruan Xiaoqi, Liu Tang, Hua Rong i Wu Yong. Alguns dels personatges que més tard es van associar amb Song Jiang també van aparèixer en aquesta època. Inclouen Sun Li, Yang Zhi, Lin Chong, Lu Zhishen i Wu Song.
Un monument commemoratiu del palau de Hou Meng, inclòs en la Història de la cançó, diu: "Song Jiang i 36 persones més travessen Qi i Wei (el cinturó central de la plana de la Xina del Nord). Les tropes governamentals són desenes de milers, però ningú s'atreveix a plantar-hi oposició. Les seves habilitats han de ser extraordinàries. Com que també ens enfrontem al saqueig de Fang La i els seus proscrits de Qingxi, per què no es concedeix l'amnistia a Song Jiang i als seus homes en una campanya contra Fang La per redimir-se?".
Un precursor directe del Marge d'aigua són Els antics incidents del període Xuanhe de la Gran Dinastia Song (大宋宣和遺事), que van aparèixer cap a mitjan segle XIII. El text és una versió escrita de contes de narradors basats en suposats fets històrics. Està dividit en deu capítols, que cobreixen aproximadament la història de la dinastia Song des de principis del segle XI fins a l'establiment del règim Song del Sud el 1127. El quart capítol cobreix les aventures de Song Jiang i els seus 36 companys, i la seva eventual derrota per part de Zhang Shuye. Les versions d'algunes de les històries i personatges de Marge d'aigua són clarament visibles. Es diu que Song Jiang i els seus proscrits operen a les muntanyes de Taihang.
Les històries sobre els proscrits es van convertir en un tema popular en el context del drama de la dinastia Yuan. Durant aquest temps, el material en què es basava Marge d'aigua va evolucionar cap a la seva forma actual. El nombre de proscrits va augmentar fins a 108. Tot i que provenen de diferents orígens, i inclouen erudits, pescadors, instructors imperials de perforació, oficials i altres, tots finalment arriben a ocupar el mont Liang (o el pantà de Liangshan).

### Autoria
Tot i que l'autoria del llibre s'atribueix a Shi Nai'an (1296–1372), hi ha un ampli debat acadèmic sobre quins esdeveniments històrics havia presenciat l'autor que el van inspirar a escriure el llibre, que forma un debat més ampli sobre quan es va escriure el llibre. La primera referència externa d'aquest llibre, que data de 1524 durant una discussió entre els funcionaris de la dinastia Ming, és una prova fiable perquè presenta una forta falsabilitat. Altres estudiosos van situar la data a mitjan segle XIV, en algun moment entre la caiguda de la dinastia Yuan governada pels mongols i la dinastia Ming inicial.
Tant el regnat Jiajing de la dinastia Ming (1521–1568) com els últims anys de la dinastia Yuan governada pels mongols (1360) van estar marcats per una cadena de rebel·lions, que va confondre molt els estudiosos pel que fa a quin dels dos períodes havia inspirat l'autor. Els defensors de la dinastia Yuan van argumentar que el Marge d'aigua es va fer popular durant el Yuan, ja que la gent comuna (principalment xinesa Han) es va ressentir dels governants mongols. L'ambivalència va persistir en èpoques posteriors, i l'emperador Chongzhen de la dinastia Ming, actuant segons el consell dels seus ministres, va prohibir el llibre.

## Personatges

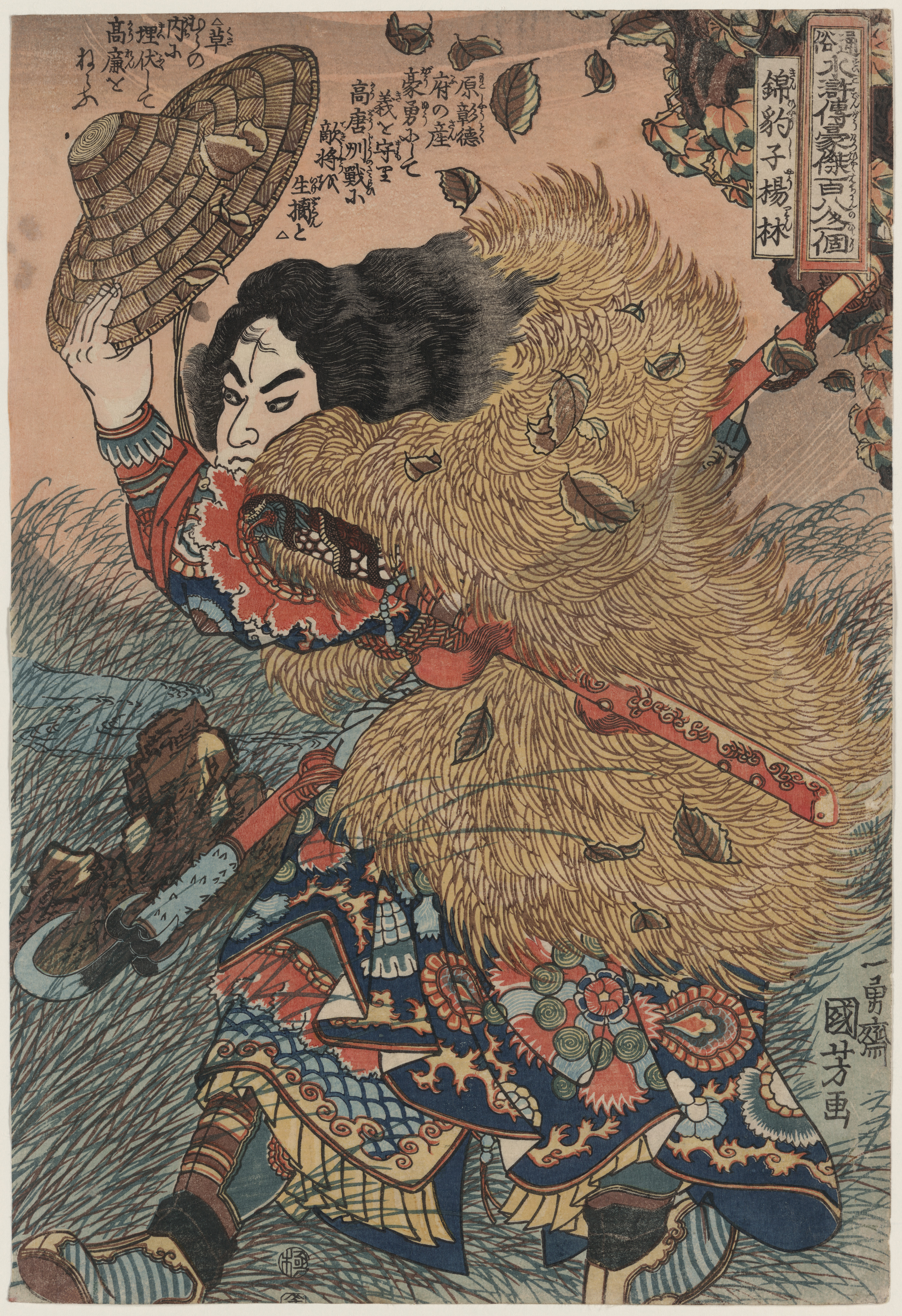
Yang Lin, un heroi de la novel·la, de la sèrie de gravats en xilografia d'Utagawa Kuniyoshi que il·lustren els 108 Suikoden.

Els 108 herois (一百单八将) són el nucli de la trama de Marge d'aigua. Basat en el concepte taoista que el destí de cada persona està lligat a una "Estrella del Destí" (宿星), les 108 estrelles del destí són estrelles que representen 108 senyors demoníacs que van ser desterrats per la deïtat Shangdi. Després d'haver-se penedit des de la seva expulsió, les 108 estrelles són alliberades accidentalment del seu lloc de confinament i reneixen al món com 108 herois que s'uneixen per la causa de la justícia. Es divideixen en els 36 esperits celestials i els 72 dimonis terrestres.

### Taula de capítols
Aquest esquema de capítols es basa en una edició de 100 capítols. L'edició de 120 capítols de Yang Dingjian inclou altres campanyes dels proscrits en nom de la dinastia Song, mentre que l'edició de 70 capítols de Jin Shengtan omet els capítols sobre l'acceptació de l'amnistia per part dels proscrits i les campanyes posteriors.
| Capítol(s) | Esdeveniments principals |
| ---------- | --- |
| 1          | El mariscal Hong allibera els 108 esperits                                                                                                  |
| 2          | L'ascens de Gao Qiu |
| 2–3        | La història de Shi Jin |
| 3–7        | La història de Lu Zhishen |
| 7–12       | La història de Lin Chong |
| 12–13      | La història de Yang Zhi |
| 13–20      | El robatori dels regals d'aniversari per part dels "Set Originals"                                                                          |
| 20–22      | La història de Song Jiang |
| 23–32      | La història de Wu Song |
| 32–35      | La història de Hua Rong |
| 36–43      | Trobades de Song Jiang a Jiangzhou |
| 44–47      | La història de Shi Xiu i Yang Xiong |
| 47–50      | Els tres assalts al poble de la família Zhu                                                                                                 |
| 51–52      | La història de Lei Heng i Zhu Tong |
| 53–55      | L'atac dels proscrits a Gaotangzhou; la recerca de Gongsun Sheng                                                                            |
| 55–57      | El primer assalt imperial a Liangshan Marsh (dirigit per Huyan Zhuo)                                                                        |
| 57–59      | L'atac dels proscrits a Qingzhou; La deserció de Huyan Zhuo a Liangshan                                                                     |
| 59–60      | Els proscrits, liderats per Gongsun Sheng, ataquen el Mount Mangdang                                                                        |
| 60         | El primer assalt dels proscrits al poble de la família Zeng; la mort de Chao Gai                                                            |
| 60–67      | La història de Lu Junyi; els proscrits ataquen la prefectura de Daming; el segon assalt imperial a Liangshan Marsh (dirigit per Guan Sheng) |
| 67         | Guan Sheng defecta a Liangshan; El tercer assalt imperial a Liangshan Marsh (dirigit per Shan Tinggui i Wei Dingguo )                       |
| 68         | El segon assalt dels proscrits a la fortalesa de la família Zeng;                                                                           |
| 69–70      | Els proscrits ataquen les prefectures de Dongping i Dongchang                                                                               |
| 71–74      | La Gran Assemblea; les entremeliadures divertides i letals de Li Kui                                                                        |
| 75–78      | L'emperador Huizong ofereix amnistia per primera vegada; el quart assalt imperial a Liangshan Marsh (dirigit per Tong Guan)                 |
| 78–80      | El cinquè assalt imperial a Liangshan Marsh (dirigit per Gao Qiu)                                                                           |
| 81–82      | Els proscrits reben l'amnistia |
| 83–89      | Els herois de Liangshan ataquen els invasors Liao                                                                                           |
| 90–99      | Els herois de Liangshan ataquen a Fang La                                                                                                   |
| 100        | La tràgica dissolució dels herois de Liangshan                                                                                              |

La versió ampliada inclou les expedicions dels herois de Liangshan contra els líders rebels Tian Hu i Wang Qing abans de la campanya contra Fang La.
S'expliquen altres històries com ara els herois que lluiten contra la dinastia Jin governada per Jurchen o el trasllat a Siam.

## Primeres traduccions

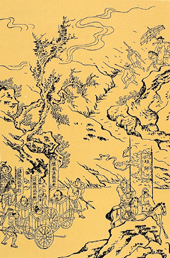
Una il·lustració de la novel·la d'una edició inicial de Qing

Water Margin s'ha traduït a molts idiomes. El llibre va ser traduït al manxú com Möllendorff : Sui hū bithe. Les traduccions al japonès es remunten almenys a 1757, quan es va imprimir el primer volum d'un Suikoden primerenc (Marge d'aigua en japonès) Altres adaptacions primerenques inclouen el Marge d'aigua japonès de Takebe Ayakari de 1773 ( Honcho suikoden ), el Marge d'aigua de les dones de 1783 ( Onna suikoden ), i el Marge d' aigua Chushingura de 1801 de Santō Kyōden ( Chushingura suikoden).
El 1805, Kyokutei Bakin va publicar una traducció japonesa del Marge d'aigua il·lustrada per Hokusai. El llibre, anomenat Nova edició il·lustrada dels Suikoden ( Shinpen Suikogaden ), va ser un èxit durant el període Edo i va estimular una mania dels "Suikoden" japonesos.
El 1827, l'editor Kagaya Kichibei va encarregar a Utagawa Kuniyoshi la producció d'una sèrie de gravats en xilografia il·lustrant els 108 herois de Water Margin. La sèrie 1827–1830, anomenada 108 Heroes of the Water Margin o Tsuzoku Suikoden goketsu hyakuhachinin no hitori, va catapultar Kuniyoshi a la fama. També va popularitzar els tatuatges pictòrics multicolors que cobrien tot el cos des del coll fins a la meitat de la cuixa.
Entre aquestes sèries posteriors hi havia la sèrie 1866–1867 de Yoshitoshi de 50 dissenys de mida Chuban, que són més foscos que els de Kuniyoshi i presenten fantasmes i monstres estranys. Una traducció japonesa recent és 水滸伝 (Suikokuden).  Iwanami Shoten, 1998-10-16. Traducció de Yoshikawa Kojiro; Shimizu Shigeru. Iwanami Shoten. 16 d'octubre de 1998.
El llibre es va traduir per primera vegada al tailandès l'any 1867, originalment en format Samud Thai (llibre de paper tailandès), que consta de 82 volums en total. Va ser imprès a l'estil occidental el 1879 i distribuït comercialment per Dan Beach Bradley, un missioner protestant nord-americà a Siam.
Jacques Dars va traduir la versió de 70 capítols al francès el 1978, reimprès diverses vegades.
Pearl S. Buck va ser el primer traductor d'anglès de la versió sencera de 70 capítols. Titulat Tots els homes són germans i publicat el 1933. El llibre va ser ben rebut pel públic nord-americà. El 1937, va aparèixer una altra traducció completa, titulada Water Margin, de JH Jackson, editada per Fang Lo-Tien. Una traducció del prefaci de Jin va ser publicada el 1935 per la revista de Xangai, The China Critic.
Les traduccions posteriors de la versió de 70 capítols inclouen Outlaws of the Marsh (1980) de l'estudiós naturalitzat xinès Sidney Shapiro, que tampoc inclou el vers. Tanmateix, com es va publicar durant la Revolució Cultural, aquesta edició va rebre poca atenció aleshores. És una traducció d'una combinació de les versions de 70 i 100 capítols.
La traducció més recent, titulada The Marshes Of Mount Liang (1994), d'Alex i John Dent-Young, és una traducció en cinc volums de la versió de 120 capítols. Inclou un pròleg però omet el pròleg de Shi Nai'an i alguns passatges relacionats amb els detalls oficials de la dinastia Ming.
Aquestes traduccions es diferencien en la selecció dels textos i en la integritat. La traducció de Jackson és l'única traducció que conté el pròleg de Shi Nai'an. La traducció de Shapiro omet el pròleg, el pròleg i la majoria dels poemes. La traducció de Dent-Young omet el pròleg de l'autor i els passatges relatius a l'administració de la dinastia Ming i els traductors admeten haver compromès alguns detalls i retenir inconsistències en la seva Breu Nota sobre la traducció .